# Wills Point
Wills Point ist ein im Van Zandt County des US-Bundesstaats Texas gelegener Ort mit dem Status City. Das U.S. Census Bureau hat bei der Volkszählung 2020 eine Einwohnerzahl von 3.747 ermittelt.

## Geographie
Wills Point liegt 75 Kilometer östlich von Dallas und 210 Kilometer westlich von Shreveport am U.S. Highway 80.

## Geschichte

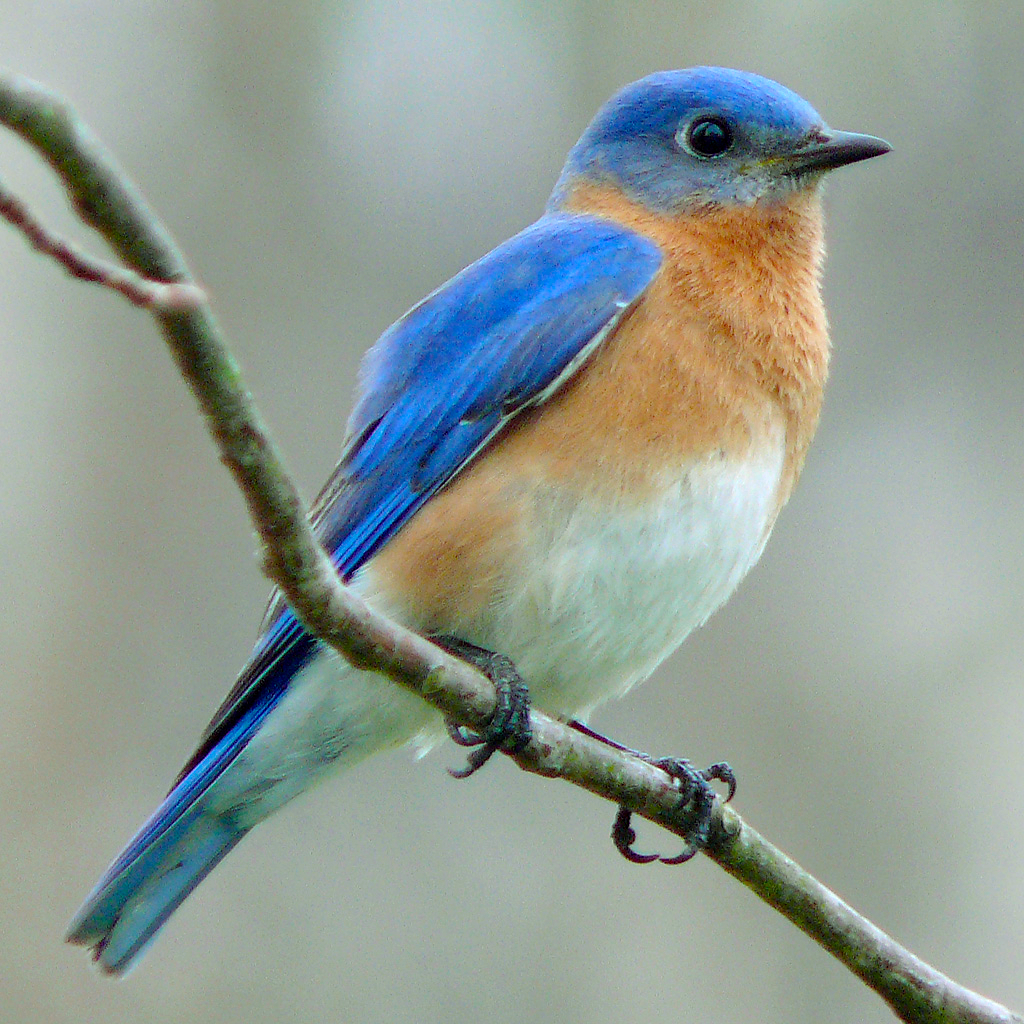
Bluebird (Rotkehl-Hüttensänger)

Der Name Wills Point geht auf William Wills, einen lokalen Steuerberater zurück, der sich in den 1840er Jahren in dem Ort angesiedelt hatte. Er nutzte diesen Standort an der Verbindungsstraße zwischen Dallas und Shreveport, um Unterkünfte für Reisende bereitzustellen. Vor dem Bau einer Eisenbahnstrecke bestand dort lediglich ein Postkutschenservice. Aufgrund des Wohlstands des Ortes wurde im Mai 1877 eine Wahl abgehalten, mit dem Ziel, die Countyverwaltung (County Seat) von Canton nach Wills Point zu verlegen. Um dies zu erreichen, war eine Zweidrittelmehrheit erforderlich, die jedoch knapp verfehlt wurde. Dennoch blühte die Stadt weiter auf und verfügte u. a. über ein Postamt, ein Opernhaus, mehrere Hotels, Egreniermaschinen (englisch: cotton gins), Schulen sowie eine Zeitung. Der Ort ist bis heute als ruhige Wohngegend zur nahen Metropole Dallas attraktiv.
Das Vorkommen außerordentlich vieler Bluebirds (Rotkehl-Hüttensänger (Sialia sialis)) veranlasste die Stadtverwaltung ab dem Jahr 1993 jährlich im Frühjahr
ein Bluebird Festival zu veranstalten. Da bei einer Bestandsaufnahme der Populationen die größte Individuendichte dieser Singvogelart im Bundesstaat Texas ermittelt wurde, ernannte der damalige Gouverneur George W. Bush Wills Point zum Bluebird Capital of Texas. Dies wurde am 5. Februar 1995 von der State Legislature bestätigt.

## Demografische Daten
Im Jahre 2014 wurde eine Einwohnerzahl von 3521 Personen ermittelt, was eine Zunahme um 0,7 % gegenüber dem Jahr 2000 bedeutet. Das Durchschnittsalter der Bewohner lag im Jahre 2014 mit 36,1 Jahren leicht über dem Durchschnittswert von Texas, der 34,5 Jahre betrug.

## Söhne und Töchter der Stadt
- Lee White (1888–1949), Vaudeville-Pianist, Songwriter und Entertainer
- Jimmy LaFave (1955–2017), Countrysänger